# Le Dévoleur
Le Dévoleur (titre original : The Shopdropper) est une nouvelle à tonalité fantastique d’Alan Nelson.
Le début de la nouvelle évoque un homme qui consulte un psychiatre en raison d'une « klepto-kleptomanie » : il déclare être poussé à voler (il est donc kleptomane), mais il ne vole que des choses appartenant aux kleptomanes.

## Parutions

### Parutions aux États-Unis
La nouvelle est parue initialement aux États-Unis en 1955 dans The Magazine of Fantasy & Science Fiction n°44.
Elle a été de nouveau publiée en 2014 dans l'anthologie Man in a Hurry and Other Fantasy Stories.

### Parutions en France
La nouvelle a été publiée sous le titre Avec des gants… en 1953 dans  Fiction no 52.
Elle a été aussi publiée en 1983 dans l'anthologie Histoires de médecins.

## Résumé
Le Dr Manly Departure est un psychiatre qui n'aime pas les surprises. Il est donc étonné lorsqu'un dénommé Flint vient le voir en raison d'une « klepto-kleptomanie » : il déclare être poussé à voler (il est donc kleptomane), mais il ne vole que des choses appartenant aux kleptomanes. Et cela lui pose un problème, car les kleptomanes ne sont pas si nombreux que ça. Il révèle aussi à Departure que tout cela provient des gants, sans plus de précision. Il demande au médecin de prononcer une formule vaudou afin d'être délivré du sort qui lie les gants à ses mains. Departure, en bon médecin rationnel, essaie de raisonner son patient, mais, celui-ci s'emportant et devenant menaçant, Departure obtempère : il prononce la « formule magique ». Et Departure aperçoit de très fins gants autour des mains de Flint, que celui-ci enlève délicatement. Il en fait même cadeau au médecin, et quitte le cabinet médical. 
Curieux, Departure se saisit des gants, qui ont été retournés par Flint (l'envers des gants est à l'extérieur, et l'extérieur est tourné vers l'intérieur), et les enfile tels quels, à l'envers, pour connaître leur texture. Ces gants sont un bel ouvrage et sont très moelleux, quoique très doux et très fins, ainsi que quasiment invisibles. Au moment où Departure veut les enlever pour les remettre à l'endroit, il constate qu'il ne peut pas les enlever ! Cela ne fait rien : ils lui vont à merveille… Dans les jours qui suivent, le médecin se met à avoir un comportement des plus étranges : il se met à remettre des objets lui appartenant à… des grands magasins, à des inconnus, etc., ou alors à les laisser en évidence dans des endroits publics (gare, abri bus, bibliothèque, etc). 
Très rapidement, il fait le lien entre le port des gants et cette envie de se déposséder de ses biens. Alors que Flint, ayant enfilé les gants à l'endroit, était kleptomane, lui Manly Departure, en les ayant enfilé à l'envers, est un anti-kleptomane : loin d'être un voleur, il est un dévoleur. Il se trouve que le frère de son épouse, Bert Schnappenhocker, est, comme lui, psychiatre, et qu'un lien de rivalité unit les deux hommes, qui se détestent depuis longtemps officieusement. L'épouse de Departure, outrée par le comportement de son mari et par la vision de son appartement qu'il est en train de vider, lui intime l'ordre de se rendre chez son frère aux fins de consultation médicale. Departure fait comme Flint. Il explique ce qu'il se passe, demande gentiment et poliment, puis d'un air menaçant à son beau-frère de prononcer la formule magique, puis, une fois libéré, lui remet les gants ensorcelés. Departure, l'espace d'une seconde, se demande s'il va remettre à Schnappenhocker des gants à l'endroit (ce qui fera de lui un kleptomane), ou des gants à l'envers (ce qui fera de lui un anti-voleur, un dévoleur). Ne sachant pas trop, il se décide à lui donner un gant à l'endroit, et l'autre à l'envers : on verra bien ! 
Quelques jours après, Manly Departure reçoit la visite de son beau-frère : ce dernier lui apporte des bibelots lui appartenant et lui explique qu'en fait ils ont toujours appartenu aux Departure et non aux Schnappenhocker, et s'arrange pour filer avec une brassée de choses appartenant aux Departure (notamment un embout de tuyau d'arrosage)… La dernière phrase de la nouvelle est la réflexion adressée par Manly Departure à son épouse au sujet du comportement étrange de leur visiteur : « — Il a dû trop se fatiguer à préparer ce discours, dit le Dr Departure avec un large sourire tout en piquant vigoureusement sa fourchette dans une autre côtelette de porc. Je savais bien que Schnappenhocker perdrait la boule un jour ou l'autre. »